# Rolf Heinig
Rolf Heinig (* 2. November 1924 in Mühlau; † 30. November 2008) war ein deutscher Pilot, Wissenschaftler und Hochschullehrer.

## Jugend und Zweiter Weltkrieg
Heinig absolvierte eine Lehre als Motorenschlosser. Er meldete sich 17-jährig zur Luftwaffe und machte zunächst eine Segelflugausbildung. Nach einer Unteroffiziersausbildung kam er an die Fliegerschulen in Danzig und Fürstenwalde, wo man ihn zum Piloten auf dem Bomber Heinkel He 111 ausgebildete. Als 19-jähriger Leutnant wurde er auf die Focke-Wulf Fw 190 und später auf die Messerschmitt Me 262 umgeschult. Da von letzterer nicht genügend Maschinen verfügbar waren, flog er wieder die Fw 190. Am Ende des Krieges geriet er in Dänemark in britische Kriegsgefangenschaft, aus der er im August 1945 entlassen wurde.

## Weitere Ausbildung und Studium
Heinig kehrte nach Mühlau zurück, absolvierte ab 1946 einen Neulehrerkurs in Rochlitz und arbeitete anschließend als Mittelstufenlehrer für Mathematik und Physik in Hartmannsdorf bei Chemnitz. Ein Jahr später besuchte er die Arbeiter-und-Bauern-Fakultät Chemnitz, wo er 1949 das Abitur ablegte. Anschließend begann er ein Maschinenbaustudium an der damaligen Technischen Hochschule Dresden, wechselte aber nach einem Jahr an die Bergakademie Freiberg in die Spezialisierung Walzwerkswesen. 1955 verteidigte er seine Diplomarbeit.

## Flugzeugwerke Elbe und Deutsche Lufthansa der DDR
Heinigs Freiberger Dekan wurde als Professor für Aerodynamik an die TH Dresden berufen und machte Prof. Backhaus, der in den Elbe Flugzeugwerken gerade die Entwicklungsabteilung aufbaute, auf Heinig aufmerksam. Nach einem Jahr wurde er von Fritz Horn, der Piloten mit fundierter technischer Ausbildung benötigte, zur Deutschen Lufthansa der DDR abgeworben. Heinig begann dort als Instrukteur für Ausbildung. Er stellte die ersten 20 Besatzungen für die Iljuschin Il-14, dem ersten Verkehrsflugzeug der Deutschen Lufthansa der DDR, zusammen. Mit den vorgesehenen Kommandanten absolvierte er 1956/1957 einen Lehrgang an der Verkehrsfliegerschule Uljanowsk. Am 5. März 1957 absolvierte er unter einem sowjetischen Kommandanten seinen ersten Linienflug. Ab dem 6. Januar 1958 führte er als Kommandant einen Solidaritätsflug mit zahlreichen Zwischenlandungen auf einer Il-14 nach Hanoi durch, wo die Besatzung auch von Hồ Chí Minh empfangen wurde.
Nach der Absturz des Prototyps der 152 wechselte Heinig wieder zu den Elbe Flugzeugwerken, da dort Testpiloten möglichst mit ingenieurwissenschaftlicher Ausbildung benötigt wurden. Es wurde vermutet, dass der Absturz des Prototyps mindestens zum Teil auf diesbezügliche Schwächen der Besatzung zurückzuführen war. Heinig war als stellvertretender Chefpilot des Werkes für die Erprobung des 3. Prototyps der 152 vorgesehen. Dazu absolvierte er einen 3-monatigen Lehrgang zur Umschulung auf die Tupolew Tu-104. Nachdem jedoch die Erprobung des 2. Prototyps der 152 grundlegende Probleme offenbart hatte, wurde der 3. Prototyp nicht mehr zum Erstflug zugelassen und die Flugzeugproduktion in der DDR schließlich eingestellt.

## Wieder Deutsche Lufthansa, Interflug und Hochschule für Verkehrswesen
Heinig wechselte zurück zur Deutschen Lufthansa und übernahm wieder die Ausbildung des fliegenden Personals. Dazu erwarb er 1962 die Lizenz für die Iljuschin Il-18 und später für die Antonow An-24, die Tupolew Tu-134 und die Iljuschin Il-62. Heinig baute die Fluginspektion der Interflug, die nach der Liquidation der Deutschen Lufthansa deren Geschäft übernommen hatte, auf. Damit wurde er faktisch auch Chefpilot der Interflug. In dieser Funktion bereitete Heinig viele neue Linien und eröffnete sie oft selbst mit dem Erstflug. Am 22. März 1966 führte er den ersten Linienflug der Interflug mit einer An-24 aus. Bis 1984 blieb er als Pilot für die Interflug tätig.
Da es zunehmend schwierig wurde, Absolventen von Flieger- und Fachschulen für ein Studium an der Aeroflot-Hochschule im damaligen Leningrad zu gewinnen, trieb Heinig die Einrichtung der Studienrichtung Luftfahrtbetriebstechnik an der Hochschule für Verkehrswesen in Dresden voran, die 1970 ihre Ausbildung aufnahm. Er übernahm als externer Dozent das Fach Technologie des Lufttransports. 1974 promovierte er mit dem Thema Die statistische Analyse der besonderen Vorkommnisse im Verkehrsflug der Interflug – eine wichtige Methode zur Hebung der Flugsicherheit zum Dr.-Ing. Dazu untersuchte er über 100 Havarien auf dem Gebiet der zivilen Luftfahrt der DDR, das waren fast alle, die sich bis dahin ereignet hatten. Die Arbeit wurde zur Verschlusssache erklärt. Heinig war auch Mitglied der Untersuchungskommission zum Absturz der Il-62 der Interflug bei Königs Wusterhausen.
Zum 1. September 1977 wurde Heinig zum ordentlichen Professor für Technologie des Lufttransports berufen. Er war der einzige Luftfahrtprofessor der DDR. In seinen wissenschaftlichen Arbeiten befasste er sich vor allem mit Problemen der Flugsicherheit, der Ökonomie des Lufttransports und der Prozessautomatisierung. In den 1980er Jahren gab er 9 Luftfahrthandbücher für die Qualifizierung des Luftfahrtpersonals heraus und verfasste selbst Beiträge dafür. Seine planmäßige Emeritierung erfolgte zum 31. Dezember 1989.

## Nach 1989
Nach seiner Pensionierung befasste sich Heinig mit Problemen des Luftschiffbaus. Er war u. a. wissenschaftlicher Mitarbeiter von Bernd Kröplin an der Universität Stuttgart. Die Technische Hochschule Wildau beriet er bei der Einrichtung eines luftfahrtlogistischen und -technischen Studienganges. Heinig wirkte als Zeitzeuge in der MDR-Dokumentation Der Todesflug der IL 62 (1998) zum Flugzeugunglück bei Königs Wusterhausen mit.
Heinig starb am 30. November 2008.

## Film
- Der Todesflug der IL 62, MDR 1998 (Film 3 der Reihe Vergessene Katastrophen)